# Annibale Riccò
Annibale Riccò (14 de septiembre de 1844-23 de septiembre de 1919) fue un astrónomo italiano.

## Semblanza
Riccò nació en Milán, Italia. En 1868 se graduó en la Universidad de Módena, entonces un grado de ingeniería del Politécnico de Milán. Entre 1868 y 1877 trabajó como ayudante en el Observatorio de Módena, enseñando matemáticas y física en la propia Universidad de Módena. Posteriormente enseñó en Nápoles y en Palermo, donde también trabajó en el observatorio.
En 1890 obtuvo la cátedra de astrofísica en la Universidad de Catania, convirtiéndose en director del observatorio del Monte Etna así como en el primer director del Observatorio de Catania. Entre 1898 y 1900 fue nombrado canciller de la Universidad.
Durante su carrera investigó sobre las manchas solares, y participó en cuatro expediciones para observar eclipses solares, dirigiendo dos de ellas en 1905 y 1914. Presidió la Società degli Spettroscopisti Italiani y el Gioenia di Scienze Naturali di Catania. También sirvió como vicepresidente de la Unión Astronómica Internacional, y fue elegido Presidente de la Sección de Vulcanología de la Unión Internacional de Geodesia y Geofísica (IUGG) durante el periodo 1919-1922.
Murió en Roma, Italia.

## Reconocimientos
- Recibió la Medalla Janssen en 1906 de la Academia Francesa de Ciencias por su trabajo en astrofísica.
- También se le otorgó el Premio Jules Janssen de la Sociedad Astronómica de Francia en 1914.

## Eponimia
- Descubrió la Ley de Ricco, un principio importante de la ciencia de la visión.
- El cráter lunar Ricco lleva este nombre en su memoria.[1]
- El asteroide (18462) Ricco también conmemora su nombre.[2]